# Mario Mantovan
Mario Mantovan, né le 8 mai 1965 à Mariano Comense, est un coureur cycliste italien, professionnel de 1991 à 1995.

## Biographie
Durant sa carrière amateur, en 1989, Mario Mantovan remporte la Coppa d'Inverno, l'une des principales courses du calendrier amateur italien. Il passe professionnel en 1991 au sein de l'équipe ZG Mobili, et participe à son premier Tour d'Italie cette même année. Il le termine en 94e position, obtenant une seconde place lors de la 8e étape, où il s'incline au sprint face à Davide Cassani.
Passant en 1994 et 1995 sous les couleurs de l'équipe Carrera, il participe à six grands tours durant sa carrière, sans parvenir à obtenir de résultats significatifs.

## Palmarès

### Palmarès amateur
- 1984
  - Coppa Giuseppe Romita
- 1987
  - Grand Prix Agostano
- 1989
  - Coppa d'Inverno
- 1990
  - Targa d'Oro Città di Varese
  - 3e de la Coppa d'Inverno

### Palmarès professionnel
- 1991
  - 2e de la 8e étape du Tour d'Italie

## Résultats sur les grands tours

### Tour de France
2 participations
- 1993 : abandon (7e étape)
- 1994 : abandon (18e étape)

### Tour d'Espagne
1 participation
- 1995 : abandon (8e étape)

### Tour d'Italie
3 participations
- 1991 : 94e
- 1992 : 85e
- 1995 : abandon (9e étape)